# La Correspondencia de España
La Correspondencia de España (à ne pas confondre avec La Correspondance d'Espagne (titre en français), contemporain) est un journal du soir d'idéologie conservatrice publié en Espagne entre 1859 et 1925. Fondé par Manuel María de Santa Ana (es), le journal finit par disparaître, victime de la concurrence du journal El Imparcial (es).